# Dureza Rockwell

Dureza Rockwell

O método Rockwell é um método de medição direta da dureza, sendo assim, um dos mais utilizados em indústrias. Este é um dos métodos mais simples e que não requer habilidades especiais do operador eliminando assim quaisquer erros humanos. Além disso, várias escalas diferentes podem ser utilizadas através de possíveis combinações de diferentes penetradores e cargas, o que permite o uso deste ensaio em praticamente todas as ligas metálicas, assim como em muitos polímeros.
Os penetradores incluem esferas fabricadas em aço de elevada dureza, com diâmetros de 1/16, 1/8, 1/4 e 1/2 polegada, assim como cones de diamante, utilizados nos materiais de elevada dureza. 
Neste sistema, a dureza é obtida através da diferença entre a profundidade de penetração resultante da aplicação de uma pequena carga, seguida por outra de maior intensidade.
A carga inicial aplicada é 10 kgf, seguida por uma carga de 50, 90 ou 140 kgf (sendo a carga total 60, 100 ou 150 kgf), conforme a escala utilizada.
| Símbolo | Penetrador       | Carga Principal (kgf) |
| A       | Cone de Diamante | 60                    |
| B       | Esfera de 1/16"  | 100                   |
| C       | Cone de Diamante | 150                   |
| D       | Cone de Diamante | 100                   |
| E       | Esfera de 1/8"   | 100                   |
| F       | Esfera de 1/16"  | 60                    |
| G       | Esfera de 1/16"  | 150                   |
| H       | Esfera de 1/8"   | 60                    |
| K       | Esfera de 1/8"   | 150                   |

Quando especificar Rockwell, o índice de dureza e o símbolo da escala devem ser indicados. A escala é designada pelo símbolo HR seguido pela identificação apropriada da escala. Por exemplo, 80 HRB representa uma dureza Rockwell de 80 na escala B.
Para cada escala, os valores de dureza podem chegar até 130. No entanto, é adequado utilizar outra escala Rockwell caso os valores obtidos sejam inferiores a 20 ou superiores a 100.
Imprecisões podem ocorrer caso a amostra possua pequena espessura, se a impressão ocorrer próxima de um canto da amostra ou próxima de outra impressão. Assim, a espessura do corpo ensaiado deve ser pelo menos dez vezes superior a profundidade da impressão. Além disso, a impressão deve ser feita a uma distância equivalente a três diâmetros do penetrador de outras impressões e cantos da amostra e, a superfície em questão deve possui uma boa planicidade.
Os equipamentos modernos para obtenção da dureza Rockwell são automatizados e muito simples de usar. A dureza é fornecida diretamente pelo equipamento e cada medição requer apenas alguns segundos.
Normas que regem estes ensaios são a ASTM E18 (Standard methods for Rockwell hardness and Rockwell superficial hardness of metallic materials) e a ISO 6508-1 (Metallic materials - Rockwell hardness test - Part 1: Test method (scales A, B, C, D, E, F, G, H, K, N, T)).
Existe um outro tipo de ensaio Rockwell utilizado para avaliar a dureza superficial, chamado de Rockwell superficial.

## Procedimento do Ensaio
1. Na superfície limpa, aplica-se uma pré-carga de 10 kgf,
2. Aplica-se uma carga nominal que pode variar entre 60, 100 ou 150 kgf,
3. Depois de aproximadamente 1 minuto é retirada a carga,
4. E é realizada a leitura da dureza do material diretamente na máquina, por isso, é um método direto de medição de dureza e um dos mais utilizados nas indústrias.